# Waterloo (альбом)
Waterloo — второй студийный альбом шведской поп-группы ABBA, выпущенный в 1974 году.

## Обложка
Фотосессия для обложки альбома Waterloo состоялась в замке Грипсхольм на берегу озера Маларен около небольшого города Мариефред в 60 километрах к юго-западу от Стокгольма. Дизайн обложки придумал Рон Сполдинг, съёмку проводил фотограф Ула Лагер. В роли Наполеона на заднем плане выступил сессионный бас-гитарист группы Майк Уатсон.

## Список композиций

### Список
Сторона «А»
1. «Waterloo» (Б. Андерсон, С. Андерсон, Ульвеус) — 2:44
2. «Sitting in the Palmtree» (Б. Андерсон, Ульвеус) — 3:37
3. «King Kong Song» (Б. Андерсон, Ульвеус) — 3:11
4. «Hasta Mañana» (Б. Андерсон, С. Андерсон, Ульвеус) — 3:09
5. «My Mama Said» (Б. Андерсон, Ульвеус) — 3:13
6. «Dance (While The Music Still Goes On)» (Б. Андерсон, Ульвеус) — 3:12

Сторона «Б»
1. «Honey, Honey» (Б. Андерсон, С. Андерсон, Ульвеус) — 2:55
2. «What About Livingstone?» (Б. Андерсон, Ульвеус) — 2:55
3. «Watch Out» (Б. Андерсон, Ульвеус) — 3:49
4. «Gonna Sing You My Lovesong» (Б. Андерсон, Ульвеус) — 3:41
5. «Suzy-Hang-Around» (Б. Андерсон, Ульвеус) — 3:10

## Синглы
1. «Waterloo»/«Watch Out» (март 1974)
2. «Honey Honey»/«King Kong Song» (апрель 1974)
3. «Hasta Mañana»/«Watch Out» (октябрь 1974)

## В записи участвовали
- Агнета Фальтског — вокал
- Анни-Фрид Лингстад — вокал
- Бенни Андерсон — пианино, синтезатор «Moog», меллотрон, клавинет, вокал
- Бьорн Ульвеус — акустическая гитара, электрогитара, вокал

При участии
- Ола Брункерт — ударные
- Кристер Экланд — саксофон (1)
- Маландо Гассама — перкуссия, конга (2)
- Рутгер Гуннарссон — бас-гитара
- Пер Сахлберг — бас-гитара (6)
- Дженни Чаффлер — гитара
- Свен-Олоф Уоллдофф — струнные (7)